# Pelargoderus rubropunctatus
Pelargoderus rubropunctatus es una especie de escarabajo longicornio del género Pelargoderus, tribu Monochamini, subfamilia Lamiinae. Fue descrita científicamente por Guérin-Méneville en 1831.

## Descripción
Mide 17-30  milímetros de longitud.

## Distribución
Se distribuye por Australia, Indonesia y Papúa Nueva Guinea.